# Helga María Vilhjálmsdóttir
Helga María Vilhjálmsdóttir (* 25. April 1995 in Akureyri) ist eine ehemalige isländische Skirennläuferin.

## Karriere
Am 24. August 2017 brach sich Helga María Vilhjálmsdóttir beim Training auf dem Folgefonna in Norwegen das Bein und nahm aufgrund einer Infektion bei diesem Bruch nicht mehr an Wettkämpfen teil.